# Valerie Hobson
Pour les articles homonymes, voir Hobson.
Valerie Hobson (née le 14 avril 1917 à Larne (Royaume-Uni) et morte le 13 novembre 1998 à Londres (Royaume-Uni)) est une actrice britannique d'origine irlandaise.
 
Elle épousa en secondes noces l'homme politique John Profumo.

## Biographie
Valerie Hobson, actrice britannique d'origine irlandaise, est apparue dans le rôle de la baronne Frankenstein dans La Fiancée de Frankenstein (1935) avec Boris Karloff et Colin Clive, reprenant le rôle de Mae Clarke, qui l'avait joué dans le film original Frankenstein (1931). Hobson a également joué aux côtés de Henry Hull la même année dans Le Monstre de Londres, le premier film hollywoodien de loup-garou, précédant Le Loup-garou de six ans. La seconde moitié des années 1940 a vu Hobson dans peut-être ses deux rôles les plus mémorables : en tant qu'Estella adulte dans Les Grandes Espérances de David Lean, adaptation de 1946 du roman de Charles Dickens, et dans le rôle de la raffinée et vertueuse Edith D'Ascoyne, dans la comédie noire de 1949 Noblesse oblige (Kind Hearts and Coronets). En 1952, elle divorce de son premier mari, le producteur de films Sir Anthony Havelock-Allan (1904–2003), et épouse le député John Profumo (1915–2006) en 1954, renonçant peu de temps après à sa carrière d'actrice.

## Filmographie
- 1932 : His Lordship de Michael Powell : Last Face in Montage
- 1933 : Eyes of Fate de Ivar Campbell : Rene
- 1934 : Two Hearts in Waltz Time de Carmine Gallone : Susie
- 1934 : The Path of Glory (en) de Dallas Bower : Maria
- 1934 : Badger's Green (en) d'Adrian Brunel : Molly Butler
- 1934 : The Man Who Reclaimed His Head : Mimi
- 1934 : Strange Wives de Richard Thorpe : Mauna
- 1935 : Oh, What a Night de Frank Richardson : Susan
- 1935 : Life Returns (en) d'Eugene Frenke (en): Mrs. Kendrick
- 1935 : Mystery of Edwin Drood de Stuart Walker: Helena Landless
- 1935 : Rendezvous at Midnight de Christy Cabanne : Sandra Rogers
- 1935 : La Fiancée de Frankenstein (Bride of Frankenstein) de James Whale : Elizabeth Frankenstein
- 1935 : Le Monstre de Londres (Werewolf of London) de Stuart Walker : Lisa Glendon
- 1935 : Chinatown Squad de Murray Roth : Janet Baker
- 1935 : The Great Impersonation de Alan Crosland: Eleanor Dominey
- 1936 : Secret of Stamboul (en) d'Andrew Marton : Tania
- 1936 : No Escape (en) de Norman Lee : Laura Anstey
- 1936 : August Weekend de Charles Lamont : Claire Barry
- 1936 : Tugboat Princess de David Selman : Sally
- 1937 : Les Deux Aventuriers (Jump for Glory) de Raoul Walsh : Glory Fane
- 1937 : Pasquinade (TV)
- 1937 : Tele-Ho! (TV)
- 1938 : This Man Is News de David MacDonald : Pat Drake
- 1938 : Henry IV (TV) : Frida, her daughter
- 1938 : Alerte aux Indes (The Drum) de Zoltan Korda : Mrs. Carruthers
- 1939 : This Man in Paris (en) de David MacDonald : Pat Drake
- 1939 : Armes secrètes (Q Planes) de Tim Whelan et Arthur B. Woods : Kay Lawrence
- 1939 : The Silent Battle de Herbert Mason: Draguisha
- 1939 : L'Espion noir (The Spy in Black) de Michael Powell : Frau Tiel (schoolmistress) / Jill Blacklock
- 1940 : Espionne à bord (Contraband) de Michael Powell : Mrs.Sorensen
- 1941 : Atlantic Ferry (en) de Walter Forde : Mary Ann Morison
- 1942 : Unpublished Story (en) d'Harold French : Carol Bennett
- 1943 : La Guerre dans l'ombre (The Adventures of Tartu) d'Harold S. Bucquet: Maruschka Lanova
- 1946 : The Years Between (en) de Compton Bennett: Diana Wentworth
- 1946 : Les Grandes Espérances (Great Expectations) de David Lean: Estella, as an adult
- 1947 : Jusqu'à ce que mort s'ensuive (Blanche Fury) de Marc Allégret : Blanche Fury
- 1948 : Heures d'angoisse (en) (The Small Voice) de Fergus McDonell : Eleanor Byrne
- 1949 : Noblesse oblige (Kind Hearts and Coronets), de Robert Hamer : Edith
- 1949 : Train of Events de Sidney Cole, Charles Crichton et Basil Dearden : Stella (segment The Composer)
- 1949 : The Interrupted Journey (en) de Daniel Birt: Carol North
- 1950 : The Rocking Horse Winner d'Anthony Pelissier: Hester Grahame
- 1952 : Who Goes There? (en) d'Anthony Kimmins : Alex Cornwall
- 1952 : Trois dames et un as (The Card) de Ronald Neame : Countess of Chell
- 1952 : Meet Me Tonight de Noël Coward : Stella Cartwright: Ways and Means
- 1952 : The Voice of Merrill (en) de John Gilling : Alycia Roach
- 1953 : Background (en) de Daniel Birt: Barbie Lomax
- 1953 : Monsieur Ripois de René Clément : Catherine Ripois